# Pterostichus alexeji
Pterostichus alexeji — вид жуків родини Туруни (Carabidae). Вид мешкає на сході Грузії та заході Азербайджану у долині річки Алазані.